# Daigas Struggers
Daigas Struggers（ダイガス ストラガーズ）は、2023年現在トップウェストAに所属する大阪ガスのラグビーチーム。

## 概要
- 1946年に創部[1]。2019-2020シーズンまで大阪ガスラグビー部だった[2]。

## リーグ戦戦績
- 2013-2014 トップウェストA1 2位（4勝1敗）
- 2014-2015 トップウェストA1 3位（3勝1敗1分）、リーグ再編に伴いトップウェストBへ参加[3]
- 2015-2016 トップウェストB 優勝（7勝）、入替リーグ戦：1位、トップウェストA昇格
- 2016-2017 トップウェストA 5位（2勝4敗1分）
- 2017-2018 トップウェストA 2位（6勝1敗）
- 2018-2019 トップウェストA 5位（4勝4敗）
- 2019-2020 トップウェストA 4位（4勝4敗）
- 2021-2022 トップウェストA 4位（リーグ戦：ホワイトカンファレンス2位 2勝1敗、順位決定戦：3・4位決定戦 敗戦）
- 2022-2023 トップウェストA 5位（5勝3敗）
- 2023-2024 トップウェストA 6位（2勝5敗）
- 2024-2025 トップウェストA 2位（6勝1敗）、3地域社会人リーグ順位決定戦：4位